# Tom Pelphrey
Tom Pelphrey (* 28. Juli 1982 in Howell, New Jersey) ist ein US-amerikanischer Schauspieler.

## Leben und Karriere
Tom Pelphrey wurde in New Jersey geboren und studierte nach der Schule an der Rutgers University, von der er 2004 mit einem Bachelor of Fine Arts graduierte. 
Er ist seit 2004 als Schauspieler aktiv und übernahm zunächst die Rolle des Jonathan Randall in der Seifenoper Springfield Story, die er bis 2009 spielte. Auch in der Seifenoper Jung und Leidenschaftlich – Wie das Leben so spielt wirkte er mit. Für seine Darstellung in erstgenannter Serie gewann er zwei Emmy Awards in der Kategorie Outstanding Younger Actor. Daneben übernahm Pelphrey auch Gastrollen in Serien wie Numbers – Die Logik des Verbrechens, Ghost Whisperer – Stimmen aus dem Jenseits, CSI: Miami und Good Wife. 2015 übernahm er die Rolle des Kurt Bunker in der Serie Banshee – Small Town. Big Secrets., die er bis 2016 spielte.
Von 2017 bis 2018 war er als Ward Meachum in einer Hauptrolle in der Netflix-Serie Marvel’s Iron Fist zu sehen. 2020 übernahm er mit Beginn der dritten Staffel der Netflix-Originalserie Ozark die Rolle des Ben Davis. Seine Darstellung brachte ihm unter anderem eine Nominierung für den Satellite Award in der Kategorie Bester Nebendarsteller in einer Serie, Miniserie oder einem Fernsehfilm ein.
Neben seinen Schauspielrollen spricht Pelphrey auch Videospielfiguren, so etwa im 2011 erschienenen Homefront. Auch im Theater ist er aktiv.

## Persönliches
Seit 2022 ist er mit der Schauspielerin Kaley Cuoco liiert. Im März 2023 wurden sie Eltern einer Tochter.

## Filmografie (Auswahl)
- 2004–2009: Springfield Story (The Guiding Light, Fernsehserie, 154 Episoden)
- 2007: Numbers – Die Logik des Verbrechens (Numb3rs, Fernsehserie, Episode 3x19)
- 2008: Ghost Whisperer – Stimmen aus dem Jenseits (Ghost Whisperer, Fernsehserie, Episode 4x03)
- 2008: CSI: Miami (Fernsehserie, Episode 7x06)
- 2009–2010: Jung und Leidenschaftlich – Wie das Leben so spielt (As the World Turns, Fernsehserie, 29 Episoden)
- 2010: Good Wife (The Good Wife, Fernsehserie, Episode 1x18)
- 2011: Body of Proof (Fernsehserie, Episode 1x04)
- 2012: Blue Bloods – Crime Scene New York (Blue Bloods, Fernsehserie, Episode 2x11)
- 2012: Junction
- 2013: Turtle Island
- 2013: The Following (Fernsehserie, Episode 1x10)
- 2014: Black Box (Fernsehserie, Episode 1x06)
- 2015: A Girl is in Trouble
- 2015: Blink
- 2015–2016: Banshee – Small Town. Big Secrets. (Banshee, Fernsehserie. 15 Episoden)
- 2017: Chicago P.D. (Fernsehserie, Episode 4x15)
- 2017–2018: Marvel’s Iron Fist (Fernsehserie, 21 Episoden)
- 2019: Blindspot (Fernsehserie, Episode 4x15)
- 2020: Mank
- 2020–2022: Ozark (Fernsehserie, 11 Episoden)
- 2022–2024: Outer Range (Fernsehserie, 14 Episoden)
- 2022: She Said
- 2023: Love and Death (Miniserie, 7 Episoden)
- 2024: Ein ganzer Kerl (A Man in Full, Fernsehserie, 6 Episoden)

## Auszeichnungen und Nominierungen (Auswahl)
Satellite Award
- 2020: Nominierung in der Kategorie Bester Nebendarsteller in einer Serie, Miniserie oder einem Fernsehfilm für Ozark

Daytime Emmy Award
- 2008: Auszeichnung als Bester Kinderdarsteller in einer Dramaserie  für Springfield Story
- 2007: Nominierung als Bester Kinderdarsteller in einer Dramaserie für Springfield Story
- 2006: Auszeichnung als Bester Kinderdarsteller in einer Dramaserie für Springfield Story
- 2005: Nominierung als Bester Kinderdarsteller in einer Dramaserie für Springfield Story